# (29846) 1999 FT23
A (29846) 1999 FT23 a Naprendszer kisbolygóövében található aszteroida. A LINEAR projekt keretében fedezték fel 1999. március 19-én.